# Владимир Мономах (танкер)
«Владимир Мономах» — танкер, построенный на судоверфи «Звезда». По размеру относится к типу афрамакс.
Первый российский танкер типа Афрамакс, спущен на воду 12 мая 2020 года.
Танкер предназначен для перевозки нефти в неограниченном районе плавания. На судне созданы комфортные условия для экипажа: есть сауна, бассейн, спортзал, у каждого члена команды своя каюта, высокоскоростной Интернет.

## Особенности
Главная и вспомогательная энергетические установки танкера могут работать как на обычном судовом топливе, так и на СПГ.
На судне имеется вертолётная площадка.

## История создания
8 сентября 2017 года состоялось подписание пакетного соглашения о проектировании, строительстве, техническом надзоре, эксплуатации и подготовке экипажей 10 танкеров класса «Афрамакс».
11 сентября 2018 года в присутствии президента России Владимира Путина состоялась закладка танкера.
Танкер спущен на воду 12 мая 2020 года с опережением контрактных сроков.
В начале сентября 2020 года был произведён первый пуск главного двигателя.
В декабре 2020 года танкер был передан заказчику — АО «Роснефтефлот».